# نظریه کنترل (جامعه‌شناسی)

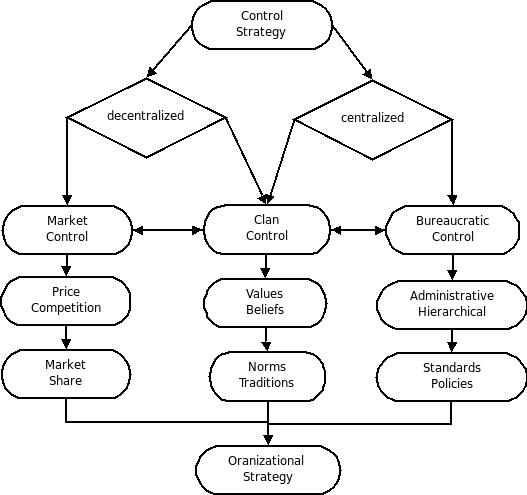
نمودار نظریه کنترل

نظریه کنترل در جامعه‌شناسی (به انگلیسی: (Control theory (sociology) ایده‌ای است که بر اساس آن، دو نظام کنترل - کنترل‌های درونی و کنترل‌های بیرونی - بر خلاف تمایل ما به انحراف عمل می‌کنند. نظریه کنترل را می‌توان به عنوان کنترل متمرکز یا غیرمتمرکز یا هیچ‌کدام طبقه‌بندی کرد. کنترل متمرکز، کنترل بوروکراسی در نظر گرفته می‌شود. برخی از انواع کنترل‌ها مانند کنترل خانواده ترکیبی از کنترل غیرمتمرکز و متمرکز در نظر گرفته می‌شوند.
کنترل غیرمتمرکز یا کنترل بازار معمولاً از طریق عواملی مانند قیمت، رقابت یا سهم بازار حفظ می‌شود. کنترل متمرکز مانند کنترل بوروکراتیک معمولاً از طریق تکنیک‌های اداری یا سلسله مراتبی مانند ایجاد استانداردها یا سیاست‌ها حفظ می‌شود. نمونه‌ای از کنترل مختلط، کنترل قبیله‌ای است که دارای ویژگی‌های کنترل متمرکز و غیرمتمرکز است. کنترل مختلط یا کنترل قبیله‌ای معمولاً با حفظ مجموعه.ای از ارش‌ها و باورها یا هنجارها و سنت‌ها حفظ می‌شود.
نظریه مهار که توسط والتر رکلاس در سال ۱۹۷۳ ارائه شد بیان می‌کند رفتار توسط محرک‌های بیرونی ایجاد نمی‌شود بلکه توسط آن چیزی ایجاد می‌شود که فرد در هر زمان بیشتر می‌خواهد. بر اساس نظریه کنترل، نظام‌های اجتماعی ضعیف‌تر، بیشتر منجر به رفتار انحرافی می‌شوند.
نظریه کنترل تأکید می‌کند چگونه پیوندهای ضعیف بین فرد و جامعه افراد را آزاد می‌کند تا از هنجارها منحرف شوند یا بر خلاف آنها عمل کنند یا افرادی که پیوندهای ضعیفی دارند درگیر جرم می‌شوند تا بتوانند سود ببرند یا چیزی به دست آورند که به نفع خودشان است. اینجاست که پیوندهای قوی انحراف را پرهزینه‌تر می‌کند. اعمال انحرافی برای افراد جذاب به نظر می‌رسد ولی پیوندهای اجتماعی بیشتر افراد را از ارتکاب این اعمال بازمی‌دارد. انحراف نتیجه قرار گرفتن گسترده در موقعیت‌های اجتماعی خاص است که در آن افراد رفتارهایی را ایجاد می‌کنند که آنها را جذب می‌کند تا از تطابق هنجارهای اجتماعی اجتناب کنند. در پیوندهای اجتماعی در نظریه کنترل برای کمک به افراد از دنبال کردن این انحرافات جذاب استفاده می‌شود.
به باور تراویس هیرشی چون انسان‌ها موجوداتی خودخواه هستند، بر این اساس تصمیم می‌گیرند که کدام انتخاب بیشترین سود را به همراه خواهد داشت. یک مثال خوب از نظریه کنترل این است که افراد به سر کار می‌روند. بیشتر مردم نمی‌خواهند سر کار بروند ولی می‌روند تا دستمزد دریافت کنند چون می‌خواهند غذا، آب، سرپناه و لباس به دست آورند.
هیرشی (۱۹۶۹) چهار عنصر پیوندهای اجتماعی را معرفی می‌کند: دلبستگی، تعهد، مشارکت و باور.

## پیوند به برون
- نظریه کنترل